# 静岡鉄道静岡清水線
静岡清水線（しずおかしみずせん）は、静岡県静岡市葵区の新静岡駅と、同市清水区の新清水駅を結ぶ静岡鉄道（静鉄）の鉄道路線である。静岡鉄道の現有唯一の路線であり、単に「静鉄電車（しずてつでんしゃ）」とも称される。
ほぼ全線に渡って、東海旅客鉄道（JR東海）の東海道本線（東海道線）静岡駅 - 清水駅間と並走している。

## 路線データ
- 路線距離（営業キロ）：11.0 km
- 軌間：1,067 mm
- 駅数：15駅（起終点駅含む）
- 複線区間：全線複線
- 電化区間：全線（直流600 V）
- 閉塞方式：自動閉塞式
- 最高速度：70 km/h[1]
- 保安装置：i-ATS
- IC乗車カード対応区間：
  - LuLuCaエリア：全線
  - PiTaPaエリア：全線

## 運行形態
全列車2両編成ワンマン運転となっている。平日は朝ラッシュ時間帯に最大1時間11本、土曜休日の終日と平日の昼間は8分間隔の高頻度運転を行っており、昼間の列車は新静岡 - 新清水間を23分で結んでいる。新静岡 - 新清水間の全線通し運転が基本であるが、長沼駅の北側に隣接して長沼車庫（静岡鉄道では鉄道運転所と称する）があるため、朝夕ラッシュ時の前後には出入庫運用の区間列車が設定されている。
ワンマン運転は列車内で乗車整理券を発行せず、駅で運賃を収受する都市型ワンマン運転を行っており、駅ではホーム側の全てのドアが開く。

### 急行
2025年（令和7年）3月29日のダイヤ改定において、5年ぶりに平日朝に急行が復活した。新静岡駅6時50分発から15分間隔で3本が設定されており、県総合運動場駅で普通列車を追い抜くダイヤとなっている。
急行は過去にも設定されていた。1958年（昭和33年）から1996年（平成8年）まで設定されていた急行は、日中も運転され、運動場前駅（現・県総合運動場駅）で先発の普通列車を追い抜く運転も行われていた が、1985年（昭和60年）からは通過駅の乗車機会向上のため各駅に停車する普通が増発され、急行運転は平日の朝夕のみとなった。その後急行は1996年（平成8年）4月1日のダイヤ改正で廃止され、定期列車はすべて普通列車のみで運行されていた。停車駅は、新静岡・音羽町・古庄・草薙・御門台・狐ヶ崎・桜橋・新清水であった。
2011年（平成23年）10月1日のダイヤ改正で、15年ぶりに急行が復活し、平日朝に新清水行きが運行されていた。停車駅は、新静岡・県総合運動場・草薙・御門台・狐ヶ崎・桜橋・新清水。いずれも乗降客が多い駅である。その反面、利用客の少ない県立美術館前駅と入江岡駅は区間運転の普通列車が運行しない区間の駅であるにもかかわらず急行は通過となり、朝ラッシュ時は実質減便となった。なお、急行列車が先行する普通列車を追い抜くことはないが、県総合運動場駅で新静岡発県総合運動場行の区間列車から接続していた。
新型コロナウイルス感染症（COVID-19）流行の影響による利用者減のため、2020年4月13日から運休となり、2021年10月10日のダイヤ改定で再度時刻表から削除された。

### 通勤急行
2011年10月1日のダイヤ改正で新設され、平日朝に新静岡行きが運行されていたが、急行と同じく2020年の運休を経て2021年10月にダイヤ上から削除された。2025年3月29日のダイヤ改定で、5年ぶりに復活した。
停車駅は新清水・桜橋・狐ケ崎・御門台・草薙・古庄・日吉町・新静岡。早朝の2本を除き、県総合運動場駅で普通列車を追い抜くダイヤとなっている。

### 普通
新静岡 - 新清水間の全線で運行される列車のほか、入出庫運用として新静岡 - 柚木間、 長沼 - 新清水間の区間列車がそれぞれ運行されている。2020年4月のダイヤ変更以前は、新静岡 - 県総合運動場間の区間列車も存在した。

### 臨時急行
臨時急行は、2011年12月10日 - 2012年（平成24年）1月9日の土日祝日（12月31日を除く）に「セノバ号」として運行されたのが初めてであり、この時は新静岡と古庄 - 新清水の各駅に（新静岡行きは日吉町駅にも）停車した。次いで2012年の4月7日・8日の両日に、「静岡まつり」の観客輸送対応列車（列車愛称なし）として運転され、この時は下り列車（新清水行き）は通常運転されている急行の停車駅に、上り列車（新静岡行き）は、同じく通勤急行の停車駅に停車した。

## 設備
現在は全駅に自動券売機、ICカードチャージ機、自動改札機（全レーンICカード対応）が設置されている。乗車カードは、自社の「LuLuCa」、PiTaPa、及びPiTaPaと相互利用可能なICカード（Suica・PASMO・Kitaca・TOICA・manaca・ICOCA・はやかけん・nimoca・SUGOCA）が利用できる。このほか、2022年7月31日まで磁気プリペイドカード「パサールカード」が利用できた。なお、LuLuCa以外のICカードについては入江岡駅以外の対応自動券売機にてチャージができる。
同路線の踏切は、遮断機の遮断かんを視認性向上のために従来の黄色・黒の縞模様からより目に付きやすい赤・白のものに逐次交換している。新静岡駅付近等での試験的な使用を経て、2009年現在は主要箇所で遮断かんの交換が完了した（警報機の塗装変更は行われていない）。

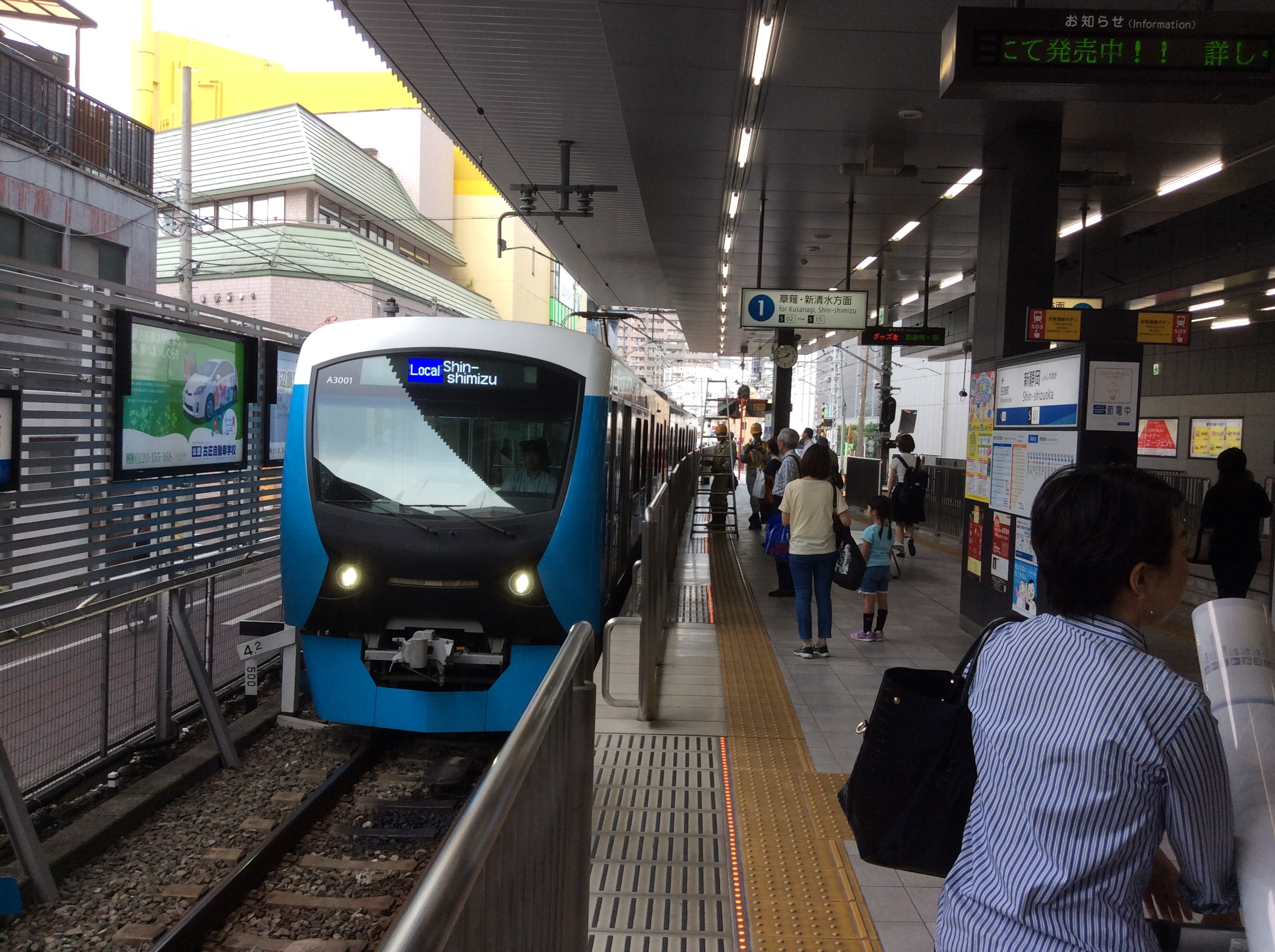
新静岡駅ホームとA3000形電車（2017年9月20日撮影）
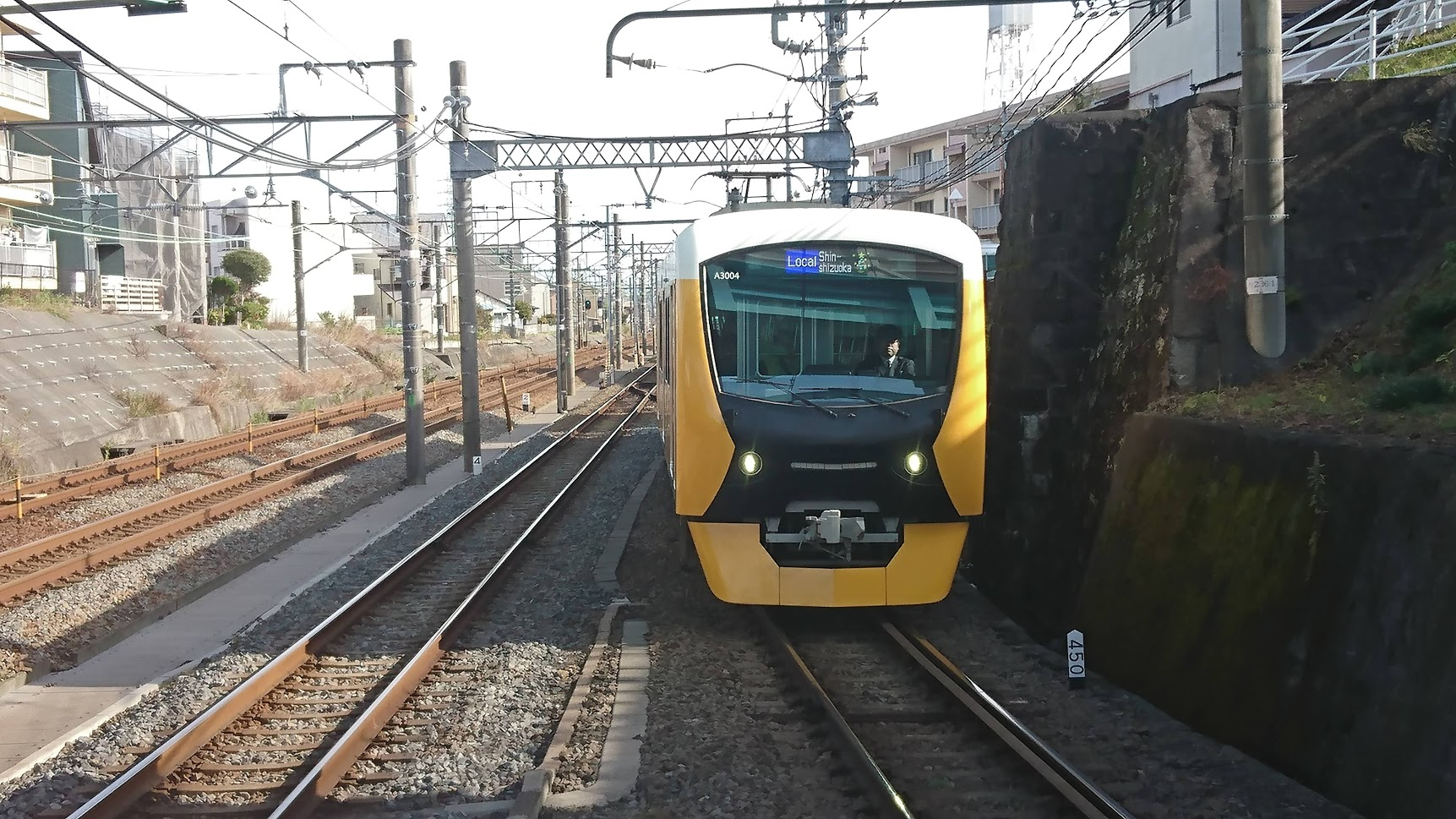
JR東海道本線とは狐ヶ崎 - 入江岡間で併走する

## 車両
1960年代までは長沼駅に隣接する自社の長沼工場で製造した電車が在籍していたほか、他社からの譲渡車もあったが、1973年（昭和48年）から1985年（昭和60年）にかけて新製された1000形にすべて置き換えられた。
ほかに車庫の奥に1926年（大正15年）に製造された電動貨車デワ1形が保存されている。構内の一角に保存されている無蓋車ト2の一端およびデワ1には、全国的にも貴重なバッファー・リンク式連結器が装備されている。
2016年（平成28年）春からA3000形の導入が始まった。2022年（令和4年）度までに12編成の車両をA3000形に置き換える計画となっている。
運行形態の節で述べたとおり、全列車が2両編成でラッシュ時や多客期でも増結は一切行われない。

### 現用車両

#### A3000形
1000形の置き換え用に製造された車両で、2016年3月24日から営業運転を開始した。製造は総合車両製作所横浜事業所が担当している。2024年2月23日に最後の1編成が営業運転を開始、これにより計画された12編成全ての導入が完了した。
2017年5月24日、鉄道友の会が選定する2017年第57回ローレル賞を受賞した。

### 過去の車両

#### 駿遠電気時代の電車
電化開業時に用意した木製単車14両の記録は不完全である。1-3（定員40人）、附随客車附1-3（定員40人）は玉川電気鉄道より、番号不明5両（定員40人）が美濃電気軌道より、そして前歴不明の11-13（定員40人）。これらは早期に処分されている。美濃電の5両は1921年及び1923年に廃車。玉電6両は1925年に1-3、1926年に附1-3が秋葉線へ転属、1929年に11・12が散水車となり13が廃車となる。なお1926年に入線した池上電気鉄道丙号電車（11・12）は静岡電気鉄道より譲渡されているが旧番号不明である。1921年に入線した木製ボギー車22、24（日本車輌製、定員65人）は1923年に池上電気鉄道へ売却され乙号電車となった。
- 特記事項を除き和久田 (2009), pp. 185-189を参照

#### 静岡電気鉄道時代の電車（1923-1943）
ボギー車
- モハ20形（20 - 23・25）1924年認可、木製、定員65人、1937年に30 - 33・35の鋼体化により発生した車体を載せ変えて新30 - 33・35となる[19]。
- モハ30形（30 - 33・35）1924年認可、木製、定員65人、1937年日本車両で鋼製車体を新製して300 - 303・305となる[20]。
- モハ100形（100・101） 1927年日本車輌製、木製、定員78人、100は1947年台車のみ江ノ電へ売却[21]、1954年7月1日の改番により101→モハ3、のちクハ6（2代目）へ改造[22][23]
- モハ120形（120・121） 1930年日本車輌製、半鋼製、定員108人、片側3扉（中央扉は両開）、大型すぎて1937-1938年西武鉄道と渥美電鉄（豊橋鉄道渥美線）に売却[24]
- モハ80形（80 - 82） 1936年に西武鉄道新宿軌道線（都電杉並線）38-40（1927年汽車会社製、木製）を購入[25]。1954年7月1日の改番によりモハ65（65-67）[22] となり1956年に鋼体化される[26]。
- モハ300形（300 - 303・305）1937年日本車輌製、半鋼製,、30-33・35の鋼体化[27]、1954年7月1日の改番によりモハ10-13・15、その後モハ10→クハ11、モハ12→クハ5（2代目）、モハ13→クハ15[22]
- モハ200形（200・201）1939年木南車輌製、半鋼製[20]、1954年7月1日の改番によりモハ5・6[22]
- モハ220形（220 - 222）1939年木南車輌製、半鋼製[28]、1954年7月1日の改番により220→モハ7（2代目）、221→モハ8、222→モハ9、その後モハ8→クハ1（2代目）→モハ1（2代目）[22]

#### 静岡鉄道成立以後
終戦間近の1945年6月20日と7月6日の空襲により主力の200・220・300形の10両のうち7両が被災した。これらは1946年から1948年までに復旧されたが、輸送整備のため1946年東急よりモハ1・2・7 - 9を購入。さらにデハ3251・3252が入線し、続いて近江鉄道、国鉄より車両を調達した。
- モハ1・2・7 - 9 1946年東急より厚木線（旧神中鉄道）で使用されていたモハ1・2・7 - 9（目黒蒲田電鉄デハ1形電車）を購入[31]
- モハ500・501 東急よりデハ3251・3252（元池上電気鉄道電気鉄道）を購入[32]。東急の国鉄63系電車の見返り供出車[33]。1954年にクモハ16・17に改番。その後2両固定化され、1969年には大幅な車体更新工事が行われたが1975年に廃車。
- クハ1（初代） 近江鉄道より購入したクハユ24を改造した（1953年設計変更認可）。木製車、1960年廃車[34][35]。
- クハ3 近江鉄道より購入した客車（ホハフ1 元八日市鉄道[36]）を長沼工場で制御車に改造した。木製車、1959年廃車[37]。
- クハ5（初代） 近江鉄道より購入した半鋼製2軸気動車キハ50を車体延長ボギー化改造した[38]。1961年廃車[34]。
- クハ7 国鉄より払下げられた元富岩鉄道セミボ20。1955年10月使用認可[39]。
- モハ（クモハ）18-20 国鉄より払下げられた元鶴見臨港鉄道モハ110形[40]

戦時中に鷹匠町車庫が手狭になり、湿地帯で稲作にむかず蓮田となっていた静岡市東部の長沼地区を苦労しながら埋め立てて車両基地を建設した。戦後、藤相線と中遠線の連絡線（全通により駿遠線となる）の用地として払い下げを受けた陸軍遠江射場に建つ木造の大砲格納庫を車庫として移築して整備を進めた。そして、戦災車両の復旧や転入車両の改造を手掛け、1957年の静岡国体開催にあたり、3両の車両の新製を始めるまでになった。やがて急増する旅客輸送のため、従来型の2両編成の定員220人を300人程度までにすることを目的に大型の100形が投入され、続いて300形・350形と「静鉄形電車」が生産されることになる。しかし、大型車の導入によりラッシュ時には変電所がパンクすることも多かったため、のちに変電所の設備が増強された。
- 21形（21-25）1957年より1961年まで自社長沼工場で製作された2両固定編成。国鉄80系電車の2枚窓の前面形状と金太郎塗りを採用し当時の流行を採り入れていたがブリルの台車や機器は流用品を使っていた。また編成によって行先表示幕の有無など細部の形態が異なっていた。
- 100形
- 300形
- 350形

自社製の車両は、1986年（昭和61年）に福井鉄道へ譲渡された300形を最後に、同線から姿を消した。

#### 1000形
静岡清水線の在来車両置き換え用に製造された車両である。1973年に営業運転を開始した。東急車輛製造にて1985年までに2両編成12本（合計24両）が製造された。
2016年からA3000形への置き換えが進められ、2016年3月24日のA3000形の営業運転開始に先立ち、1000形として初めてクモハ1004 - クハ1504編成が同年3月11日に営業運転を終了した。2023年7月16日までに1004編成、1002編成、1003編成、1005編成、1007編成、1001編成、1006編成、1009編成、1010編成、1012編成、1011編成の順で計11編成が引退している。そして2024年6月30日に最後の1008編成が引退した。

#### 貨車
電化時に用意された車両は電動無蓋貨車（デ1・2）、無蓋貨車（ト1 - 3・5 - 11）1924年に電動有蓋貨車（デ3・5・6）、有蓋貨車ワ1 - 3、5・6が増備され、1926年に電動有蓋貨車（デ10-12）が増備される。1927年にデ3・5が秋葉線に転出、かわりにト12・13、ワフ7 - 9転入。1930年に無蓋貨車（トコ20-23）が製作される。しかし不況と自動車の進出により貨物量が激減し、1937年にデ6、ワ5、ト1・2・5・7・9 - 11が廃車（同時に秋葉線より貨車2両が転入）となり1941年には貨物は廃止された。以後の車両の動きは不明。
- 特記事項を除き澤内一晃「静岡鉄道デワ1+ト1を見る」『J TRAIN』No.31を参照

1997年（平成9年）までは車籍の無い入換用機械として、旧鶴見臨港鉄道の生き残りであるクモハ18形20が使用されていたが、同年東急から保線用の無蓋車（ダンプトロリー）と共に導入したモーターカーに役目を譲った形で長期に渡って留置され、その後老朽化が著しく進行していたため2007年（平成19年）3月に解体された。解体前にはさよなら撮影会が開催されている。

### 車両数の変遷
| 年        | A3000形 | 1000形 | 300形 | クモハ350形 | 計（冷房車） |
| --------- | ------- | ------ | ----- | ----------- | ------------ |
| 1982-1984 |         | 20     | 6     | 2           | 28(04)       |
| 1985      |         | 22     | 6     |             | 28(06)       |
| 1986      |         | 24     | 2     |             | 26(08)       |
| 1987      |         | 24     |       |             | 24(10)       |
| 1988-1989 |         | 24     |       |             | 24(16)       |
| 1990-2006 |         | 24     |       |             | 24(24)       |
| 2016      | 2       | 22     |       |             | 24(24)       |
| 2017      | 4       | 20     |       |             | 24(24)       |
| 2018      | 8       | 18     |       |             | 26(26)       |
| 2019      | 12      | 14     |       |             | 26(26)       |
| 2020      | 16      | 10     |       |             | 26(26)       |
| 2021-2022 | 20      | 6      |       |             | 26(26)       |
| 2023      | 22      | 4      |       |             | 26(26)       |
| 2024      | 24      | 2      |       |             | 26(26)       |
| 2025      | 24      |        |       |             | 24(24)       |

- 事業用車除く
- 1982・83年は1月1日現在、84年以降は4月1日現在
- 1982年 - 2006年は『私鉄車両編成表』各年版、ジェー・アール・アール より

## 歴史

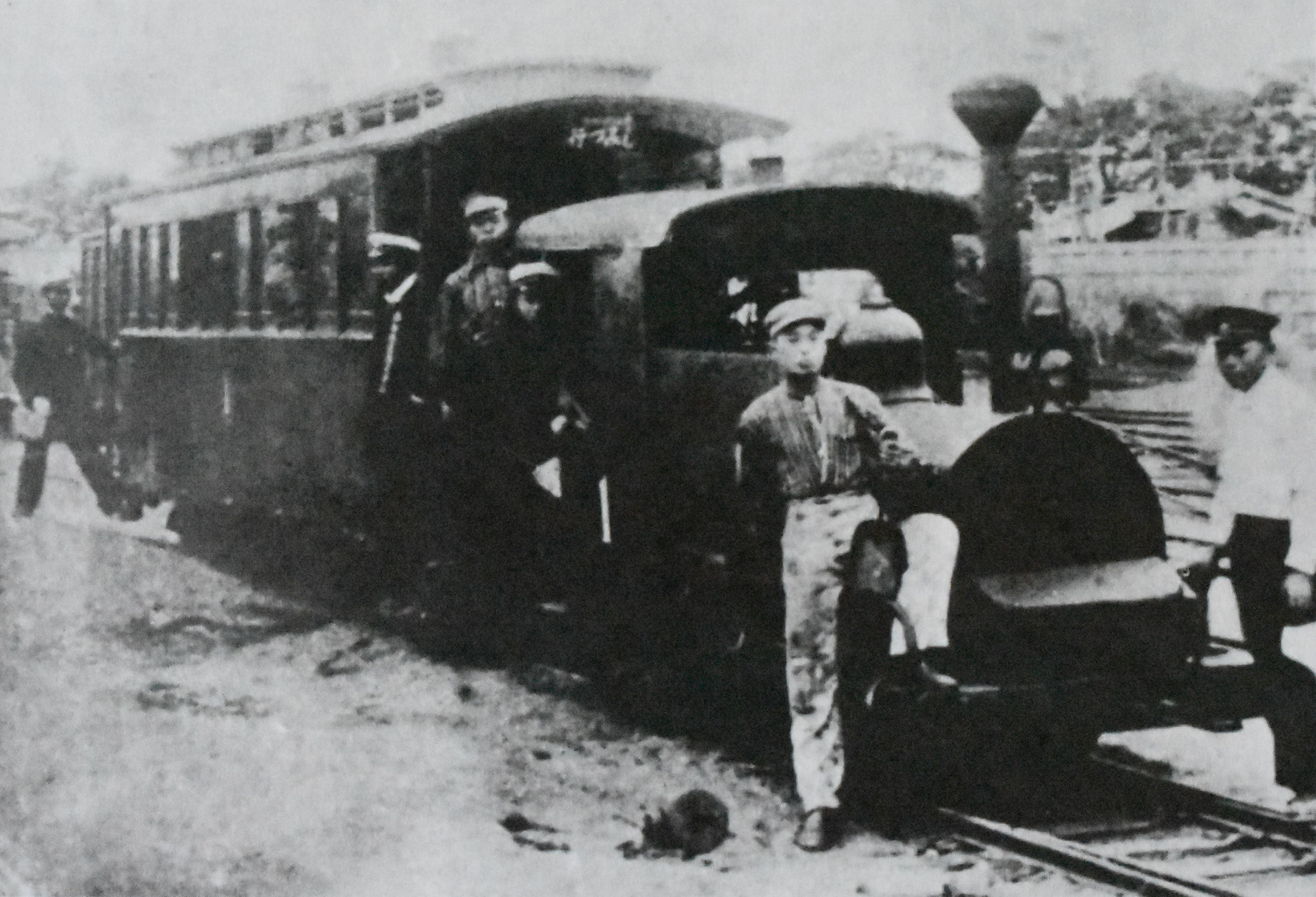
大日本軌道静岡支社時代

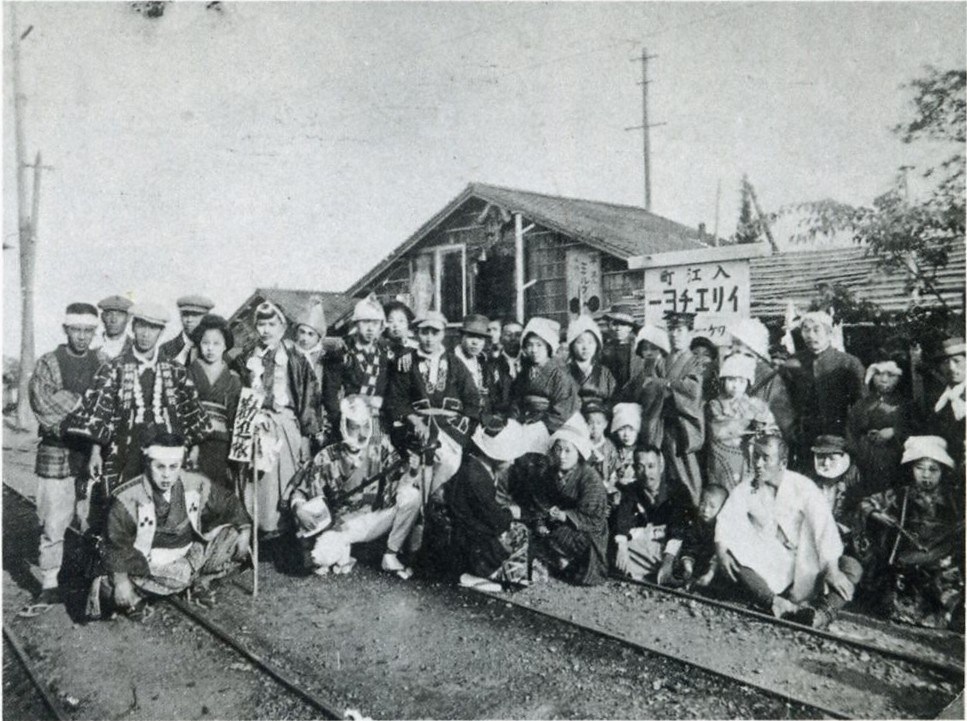
現在の入江岡駅付近に存在した入江町駅（1918年4月撮影）

- 1906年（明治39年）8月21日 安倍郡豊田村南安東（現・音羽町）- 入江町の軌道敷設特許。
- 1907年（明治40年）10月11日 南安東 - 鷹匠町（現・新静岡）および入江町 - 清水受新田（うけしんでん、波止場）の軌道敷設特許。
- 1908年（明治41年）
  - 5月18日 （旧）静岡鉄道（社長雨宮敬次郎）[55] によって辻村（現・新清水） - 清水町（後の波止場）が開業（762mm軌間、蒸気動力、貨物営業のみ）。
  - 7月1日 辻村 - 清水町間の旅客営業開始。
  - 8月 大日本軌道が（旧）静岡鉄道を合併[56]。同社の静岡支社に。
  - 12月9日 鷹匠町 - 辻村間が開業し、鷹匠町 - 波止場間 (7M50C) 全通。
- 1918年（大正7年） 江尻新道（辻村から改称） - 波止場間廃止（後に再開業）。
- 1919年（大正8年）5月1日 駿遠電気に譲渡[57]。
- 1920年（大正9年）8月2日 1,067mm軌間に改軌、600V電化。
- 1923年（大正12年）2月28日 静岡電気鉄道に改称。
- 1925年（大正14年）4月1日 鷹匠町 - 公園前（現音羽町）間複線化。
- 1930年（昭和5年）
  - 3月31日 音羽町 - 古庄間複線化。
  - 7月16日 古庄 - 桜井戸（後に廃止）間複線化。
- 1934年（昭和9年）
  - 2月11日 運動場前から東を短絡線に移設、仮運転開始。
  - 8月21日 短絡線での本運転開始。
- 1943年（昭和18年）5月15日 藤相鉄道・中遠鉄道などと合併して静岡鉄道発足。
- 1945年（昭和20年）
  - 6月20日 未明の静岡大空襲で静岡市内の施設被災。
  - 7月6日 夜の空襲で清水市内の施設被災。
  - 12月1日 鷹匠町 - 清水相生町間を軌道から地方鉄道に変更、清水相生町 - 清水波止場間を休止。
  - 12月26日 鷹匠町の駅舎完成。
- 1946年（昭和21年）12月27日 安西 - 鷹匠町間を静岡市内線、鷹匠町 - 清水相生町間を静岡線として分離。
- 1949年（昭和24年）3月25日 清水相生町 - 波止場間廃止許可。
- 1950年（昭和25年）3月27日 並行する東海道本線で貨物列車が脱線転覆。復旧するまでの間、当線の上り線と東海道本線をつなぎ、国鉄の列車を当線経由で走行させる。この事故救援に対して5月15日に運輸大臣から表彰状[58][注釈 2]、国鉄総裁から感謝状が授与[59]。
- 1953年（昭和28年）
  - 8月 電車修理工場を鷹匠町から、長沼駅構内に移転。
  - 11月24日 快速を運転開始。
- 1954年（昭和29年）
  - 夏 清水市内線港橋まで快速の乗り入れ運転を実施。
  - 10月1日 鷹匠町駅を新静岡駅に、清水相生町駅を新清水駅に改称。
- 1955年（昭和30年） 集電装置をトロリーポールからパンタグラフに変更。
- 1958年（昭和33年）3月10日 快速を廃止。急行を運転開始。
- 1961年（昭和36年）3月1日 有度学校前駅を御門台駅に改称。
- 1969年（昭和44年）2月 長沼駅に列車総合制御盤導入。
- 1970年（昭和45年）12月 ATS設置。
- 1971年（昭和46年）2月 列車無線装置設置。
- 1973年（昭和48年）4月25日 オールステンレス製の1000形電車運転開始。
- 1974年（昭和49年）7月7日 七夕豪雨による土砂災害で夜から全線不通に。15日に全線復旧。
- 1975年（昭和50年）9月1日 ワンマン運転開始。
- 1979年（昭和54年）12月 CTC化。
- 1986年（昭和61年）3月25日 県立美術館前駅開業[60]。最高速度を65km/hから70km/hに変更[60]。
- 1990年（平成2年）11月1日 運動場前駅を県総合運動場駅に改称[61][62]。
- 1992年（平成4年）9月1日 自動改札機を新静岡駅・新清水駅など5駅に設置[63]。翌年12月までに全駅に設置。同時に早朝・深夜の車掌乗務[注釈 3] を廃止、完全都市型ワンマン運転化。
- 1994年（平成6年）6月2日 パサールカード（ストアードフェアシステム）導入。
- 1996年（平成8年）4月1日 同日のダイヤ改正にて急行の設定を取りやめ、全列車を普通とする。
- 2006年（平成18年）10月28日 LuLuCa対応の自動改札機を全駅に設置。
- 2007年（平成19年）9月1日 PiTaPaを全駅で導入、同時にICOCAも使用可能に。
- 2008年（平成20年）
  - 2月1日 御門台 - 新清水間で i-ATS を使用開始（順次全線に拡大）。
  - 10月1日 列車運転に携わる社員の制服を一新。
- 2009年（平成21年）4月1日 新静岡センター跡地および周辺地域再開発事業のため、新静岡駅の仮設改札口の供用を開始。
- 2011年（平成23年）10月1日 新静岡セノバ開業（5日）に伴うダイヤ改正が行われ、平日ダイヤ朝に下り急行が再設定され、上り通勤急行を新設。全駅の駅名標などのサインシステムおよびドア上車内停車駅案内をCIデザインのものに一斉更改（ただし新静岡駅では同年4月より9月までの間試作タイプの駅名標を試験的に設置）、同時に駅ナンバリングを本格導入。駅名の英語表記を改訂・統一（県総合運動場駅・県立美術館前駅の翻訳表記化および長音符号表記の廃止）。
- 2013年（平成25年）3月23日 全国交通系ICカード相互利用開始。
- 2015年（平成27年） 1000形電車の車体側面および車内のワンマン表示を除去。
- 2016年（平成28年）3月24日 A3000形電車の営業運転を開始。
- 2020年（令和2年）4月13日 新型コロナウイルス感染症（COVID-19）流行の影響により、急行と通勤急行を運休したうえで、減便を実施した特別ダイヤによる運行を開始。
- 2021年（令和3年）10月10日 ダイヤ改定により、運休中の急行と通勤急行が時刻表から削除され、普通列車のみの運行となる。
- 2022年（令和4年）12月1日 ダイヤ変更。停車時間の見直しによる所要時間の増加および、朝と夜の運転間隔の変更[2]。
- 2025年（令和7年）3月29日 ダイヤ改定により、通勤急行・急行の運転を再開[3]。

大日本軌道 社章
駿遠電気 社章 (静岡電鉄が継承)
静岡鉄道 社章 1953年制定
シンボルマーク 2019年使用開始

## 駅一覧
- 全駅静岡県静岡市内に所在（Google マップ）。
- 全列車普通列車（すべての駅に停車）。
- 普通列車はすべての駅に停車。
- 通勤急行・急行は、平日ダイヤの朝のみ運行。
- #印のある駅は列車待避可能駅（県総合運動場駅のみ）。
- 乗換駅についてはいずれもJRの駅と直接つながってはおらず[注釈 4]、駅を出て徒歩で移動する必要がある。また、定期券での連絡運輸も設定されていない。

凡例
●：停車、｜：通過（両方向）、↑↓：通過（矢印の方向に運転）
| 駅番号 | 駅名            | 駅間 キロ | 営業 キロ | 通勤急行 | 急行 | 接続路線                                                   | 所在地 |
| ------ | --------------- | --------- | --------- | -------- | ---- | ---------------------------------------------------------- | ------ |
| S01    | 新静岡駅        | -         | 0.0       | ●        | ●    | 東海旅客鉄道： 東海道新幹線・CA 東海道本線（静岡駅: CA17） | 葵区   |
| S02    | 日吉町駅        | 0.5       | 0.5       | ●        | ↓    |                                                            | 葵区   |
| S03    | 音羽町駅        | 0.5       | 1.0       | ↑        | ↓    |                                                            | 葵区   |
| S04    | 春日町駅        | 0.5       | 1.5       | ↑        | ↓    |                                                            | 葵区   |
| S05    | 柚木駅          | 0.5       | 2.0       | ↑        | ↓    |                                                            | 葵区   |
| S06    | 長沼駅          | 1.1       | 3.1       | ↑        | ↓    | 東海旅客鉄道：CA 東海道本線（東静岡駅: CA16）              | 葵区   |
| S07    | 古庄駅          | 0.7       | 3.8       | ●        | ↓    |                                                            | 葵区   |
| S08    | 県総合運動場駅# | 1.0       | 4.8       | ↑        | ●    |                                                            | 駿河区 |
| S09    | 県立美術館前駅  | 0.9       | 5.7       | ↑        | ↓    |                                                            | 清水区 |
| S10    | 草薙駅          | 0.7       | 6.4       | ●        | ●    | 東海旅客鉄道：CA 東海道本線（草薙駅: CA15）                | 清水区 |
| S11    | 御門台駅        | 1.0       | 7.4       | ●        | ●    |                                                            | 清水区 |
| S12    | 狐ヶ崎駅        | 0.9       | 8.3       | ●        | ●    |                                                            | 清水区 |
| S13    | 桜橋駅          | 1.7       | 10.0      | ●        | ●    |                                                            | 清水区 |
| S14    | 入江岡駅        | 0.3       | 10.3      | ↑        | ↓    |                                                            | 清水区 |
| S15    | 新清水駅        | 0.7       | 11.0      | ●        | ●    | 東海旅客鉄道：CA 東海道本線（清水駅: CA14）                | 清水区 |

### 新駅計画
当路線で駅間距離が最も長い狐ヶ崎駅 - 桜橋駅間の大坪・追分地区については、船越、岡、入江の各地区自治会から地域住民9,500名の署名を添えて新駅設置の陳情書が静岡市議会に提出された。静岡市議会で2014年2月の市議会で採択され、新駅設置に向けて検討を開始することとなった。事業費は約5億1400万円と見込まれている。

## 運賃
大人普通旅客運賃（小児半額・10円未満切り上げ）。2023年4月1日改定。ICカード（LuLuCaカード及び全国相互利用交通系ICカード）、現金で乗車券を購入する場合ともに同額。
| キロ程      | 運賃（円） | 運賃（円） | 運賃（円） | 運賃（円） |
| キロ程      | 大人       | 大人       | 小児       | 小児       |
| ----------- | ---------- | ---------- | ---------- | ---------- |
| 初乗り1 - 2 | 160        | 160        | 80         | 80         |
| 3 - 4       | 170        | 170        | 90         | 90         |
| 5           | 190        | 190        | 100        | 100        |
| 6           | 220        | 220        | 110        | 110        |
| 7           | 240        | 240        | 120        | 120        |
| 8           | 270        | 270        | 140        | 140        |
| 9           | 300        | 300        | 150        | 150        |
| 10          | 330        | 330        | 170        | 170        |
| 11          | 350        | 350        | 180        | 180        |

### 企画乗車券
- 静鉄電車ワンデーパス - 2023年4月1日から通年発売化[67]
- 電車バス1日フリー乗車券
- 静鉄バス+日本平ロープウェイ+久能山東照宮セット券

## 利用状況

### 輸送実績
静岡清水線の近年の輸送実績を下表に記す。
表中、輸送人員の単位は万人。輸送人員は年度での値。表中、最高値を赤色で、最高値を記録した年度以降の最低値を青色で、最高値を記録した年度以前の最低値を緑色で表記している。
| 年 度              | 輸送実績（乗車人員）：万人/年度 | 輸送実績（乗車人員）：万人/年度 | 輸送実績（乗車人員）：万人/年度 | 輸送実績（乗車人員）：万人/年度 | 輸送密度 人/1日 | 特 記 事 項 |
| ------------------ | ------------------------------- | ------------------------------- | ------------------------------- | ------------------------------- | --------------- | ----------- |
| 年 度              | 通勤定期                        | 通学定期                        | 定 期 外                        | 合 計                           | 輸送密度 人/1日 | 特 記 事 項 |
| 1975年（昭和50年） | 634.2                           | 351.4                           | 950.9                           | 1936.5                          | 24,452          |             |
| 1976年（昭和51年） | 587.9                           | 335.3                           | 951.4                           | 1874.6                          | 23,754          |             |
| 1977年（昭和52年） | 569.8                           | 316.8                           | 901.1                           | 1787.7                          | 22,795          |             |
| 1978年（昭和53年） | 542.0                           | 307.9                           | 879.5                           | 1729.5                          | 22,181          |             |
| 1979年（昭和54年） | 518.3                           | 292.8                           | 840.5                           | 1651.6                          | 21,222          |             |
| 1980年（昭和55年） | 525.9                           | 285.1                           | 822.5                           | 1633.6                          | 21,166          |             |
| 1981年（昭和56年） | 514.1                           | 273.1                           | 784.5                           | 1571.8                          |                 |             |
| 1982年（昭和57年） | 495.5                           | 257.3                           | 771.2                           | 1524.0                          |                 |             |
| 1983年（昭和58年） | 476.9                           | 254.2                           | 736.7                           | 1467.8                          |                 |             |
| 1984年（昭和59年） | 456.5                           | 239.4                           | 704.1                           | 1400.0                          |                 |             |
| 1985年（昭和60年） | 442.7                           | 243.5                           | 699.2                           | 1385.4                          |                 |             |
| 1986年（昭和61年） | 436.5                           | 251.7                           | 699.0                           | 1387.2                          |                 |             |
| 1987年（昭和62年） | 435.8                           | 265.7                           | 695.6                           | 1397.1                          |                 |             |
| 1988年（昭和63年） | 447.9                           | 272.8                           | 692.6                           | 1413.3                          |                 |             |
| 1989年（平成元年） | 443.6                           | 276.8                           | 694.4                           | 1414.8                          |                 |             |
| 1990年（平成2年）  | 444.5                           | 305.7                           | 700.7                           | 1450.9                          |                 |             |
| 1991年（平成3年）  | 446.9                           | 307.1                           | 725.0                           | 1479.0                          |                 |             |
| 1992年（平成4年）  | 444.1                           | 294.0                           | 715.9                           | 1454.0                          |                 |             |
| 1993年（平成5年）  | 430.2                           | 276.6                           | 737.4                           | 1444.2                          |                 |             |
| 1994年（平成6年）  | 417.7                           | 276.1                           | 746.4                           | 1440.2                          |                 |             |
| 1995年（平成7年）  | 395.0                           | 268.1                           | 728.2                           | 1391.3                          | 17,026          |             |
| 1996年（平成8年）  | 384.9                           | 264.5                           | 747.8                           | 1397.2                          | 17,091          |             |
| 1997年（平成9年）  | 370.8                           | 245.3                           | 726.1                           | 1342.2                          | 16,435          |             |
| 1998年（平成10年） | 336.2                           | 228.2                           | 734.0                           | 1298.4                          | 15,959          |             |
| 1999年（平成11年） | 321.9                           | 178.4                           | 749.5                           | 1249.8                          | 15,505          |             |
| 2000年（平成12年） | 310.4                           | 154.1                           | 722.2                           | 1186.7                          | 14,864          |             |
| 2001年（平成13年） | 295.6                           | 144.1                           | 721.2                           | 1160.9                          | 14,653          |             |
| 2002年（平成14年） | 287.8                           | 140.9                           | 714.1                           | 1142.8                          | 14,398          |             |
| 2003年（平成15年） | 285.9                           | 132.5                           | 737.7                           | 1156.1                          | 14,675          |             |
| 2004年（平成16年） | 299.0                           | 133.1                           | 730.0                           | 1162.3                          | 14,946          |             |
| 2005年（平成17年） |                                 |                                 |                                 | 1169.9                          |                 |             |
| 2006年（平成18年） |                                 |                                 |                                 | 1165.9                          |                 |             |
| 2007年（平成19年） |                                 |                                 |                                 | 1164.9                          |                 |             |
| 2008年（平成20年） |                                 |                                 |                                 | 1157.6                          |                 |             |
| 2009年（平成21年） | 303.5                           | 111.9                           | 638.6                           | 1054.0                          | 14,114          |             |
| 2010年（平成22年） |                                 |                                 |                                 | 1034.1                          |                 |             |
| 2011年（平成23年） |                                 |                                 |                                 | 1076.0                          |                 |             |
| 2012年（平成24年） | 326.2                           | 114.9                           | 664.0                           | 1105.1                          | 14,751          |             |
| 2013年（平成25年） | 347.2                           | 120.4                           | 629.2                           | 1096.8                          | 14,718          |             |
| 2014年（平成26年） | 386.1                           | 114.4                           | 619.6                           | 1120.1                          | 15,076          |             |
| 2015年（平成27年） | 407.3                           | 116.9                           | 628.9                           | 1153.1                          | 15,449          |             |
| 2016年（平成28年） | 419.4                           | 121.5                           | 638.3                           | 1179.2                          | 15,820          |             |
| 2017年（平成29年） | 439.4                           | 126.6                           | 641.5                           | 1207.5                          | 16,133          | [ 68 ]      |
| 2018年（平成30年） | 450.3                           | 132.7                           | 648.8                           | 1231.8                          | 16,360          | [ 69 ]      |
| 2019年（令和元年） | 471.8                           | 137.5                           | 620.4                           | 1229.7                          | 16,235          |             |
| 2020年（令和2年）  | 405.9                           | 106.4                           | 402.3                           | 914.6                           | 12,269          |             |

### 収入実績
静岡清水線の近年の収入実績を下表に記す。
表中、収入の単位は千円。数値は年度での値。表中、最高値を赤色で、最高値を記録した年度以降の最低値を青色で、最高値を記録した年度以前の最低値を緑色で表記している。
| 年 度              | 旅客運賃収入：千円/年度 | 旅客運賃収入：千円/年度 | 旅客運賃収入：千円/年度 | 旅客運賃収入：千円/年度 | 旅客運賃収入：千円/年度 | 運輸雑収 千円/年度 | 総合計 千円/年度 |
| ------------------ | ----------------------- | ----------------------- | ----------------------- | ----------------------- | ----------------------- | ------------------ | ---------------- |
| 年 度              | 通勤定期                | 通学定期                | 定 期 外                | 手小荷物                | 合 計                   | 運輸雑収 千円/年度 | 総合計 千円/年度 |
| 1975年（昭和50年） | 421,670                 | ←←←←                    | 733,046                 | 0                       | 1,154,716               | 1,591              | 1,156,307        |
| 1976年（昭和51年） | 409,239                 | ←←←←                    | 766,098                 | 0                       | 1,175,337               | 2,732              | 1,178,069        |
| 1977年（昭和52年） | 462,787                 | ←←←←                    | 885,961                 | 0                       | 1,348,748               | 4,387              | 1,353,135        |
| 1978年（昭和53年） | 453,710                 | ←←←←                    | 888,728                 | 0                       | 1,342,439               | 3,593              | 1,346,032        |
| 1979年（昭和54年） | 502,580                 | ←←←←                    | 955,257                 | 0                       | 1,457,837               | 3,858              | 1,461,696        |
| 1980年（昭和55年） | 509,606                 | ←←←←                    | 950,884                 | 0                       | 1,460,490               | 5,079              | 1,465,569        |
| 1981年（昭和56年） | 563,158                 | ←←←←                    | 1,010,710               | 0                       | 1,573,868               | 8,209              | 1,582,077        |
| 1982年（昭和57年） | 545,437                 | ←←←←                    | 1,013,271               | 0                       | 1,558,708               | 16,565             | 1,575,273        |
| 1983年（昭和58年） | 579,237                 | ←←←←                    | 1,037,385               | 0                       | 1,616,622               | 17,069             | 1,633,691        |
| 1984年（昭和59年） | 554,336                 | ←←←←                    | 985,782                 | 0                       | 1,540,118               | 27,442             | 1,567,559        |
| 1985年（昭和60年） | 558,390                 | ←←←←                    | 1,015,410               | 0                       | 1,573,800               | 19,777             | 1,593,577        |
| 1986年（昭和61年） | 599,615                 | ←←←←                    | 1,077,728               | 0                       | 1,677,343               | 18,318             | 1,695,661        |
| 1987年（昭和62年） | 432,810                 | 171,178                 | 1,071,207               | 0                       | 1,675,195               | 19,369             | 1,694,564        |
| 1988年（昭和63年） | 438,975                 | 173,914                 | 1,068,018               | 0                       | 1,680,907               | 19,379             | 1,700,286        |
| 1989年（平成元年） | 432,030                 | 174,653                 | 1,067,728               | 0                       | 1,674,411               | 23,343             | 1,697,754        |
| 1990年（平成2年）  | 427,753                 | 189,862                 | 1,075,154               | 0                       | 1,692,769               | 25,725             | 1,718,494        |
| 1991年（平成3年）  | 427,398                 | 189,065                 | 1,106,645               | 0                       | 1,723,108               | 30,570             | 1,753,678        |
| 1992年（平成4年）  | 421,551                 | 179,688                 | 1,093,684               | 0                       | 1,694,923               | 30,300             | 1,725,223        |
| 1993年（平成5年）  | 405,558                 | 168,955                 | 1,121,256               | 0                       | 1,695,769               | 10,482             | 1,706,251        |
| 1994年（平成6年）  | 393,791                 | 170,149                 | 1,138,311               | 0                       | 1,702,251               | 30,432             | 1,732,683        |
| 1995年（平成7年）  | 374,495                 | 165,759                 | 1,112,110               | 0                       | 1,652,364               | 33,933             | 1,686,297        |
| 1996年（平成8年）  | 364,238                 | 161,738                 | 1,139,402               | 0                       | 1,665,378               | 34,506             | 1,699,884        |
| 1997年（平成9年）  | 342,965                 | 146,585                 | 1,111,654               | 0                       | 1,601,204               | 29,477             | 1,630,681        |
| 1998年（平成10年） | 306,777                 | 136,543                 | 1,114,001               | 0                       | 1,557,321               | 27,912             | 1,585,233        |
| 1999年（平成11年） | 291,790                 | 113,215                 | 1,136,482               | 0                       | 1,541,487               | 25,592             | 1,567,079        |
| 2000年（平成12年） | 280,422                 | 101,407                 | 1,098,065               | 0                       | 1,479,894               | 29,300             | 1,509,194        |
| 2001年（平成13年） | 268,145                 | 96,602                  | 1,097,685               | 0                       | 1,462,432               | 28,787             | 1,491,219        |
| 2002年（平成14年） | 259,489                 | 95,545                  | 1,086,192               | 0                       | 1,441,226               | 29,380             | 1,470,606        |
| 2003年（平成15年） | 266,356                 | 91,515                  | 1,111,913               | 0                       | 1,469,784               | 33,725             | 1,503,509        |
| 2004年（平成16年） | 283,249                 | 88,513                  | 1,103,838               | 0                       | 1,475,600               | 35,020             | 1,510,620        |
| 2005年（平成17年） |                         |                         |                         | 0                       | 1,487,105               | 33,239             | 1,520,344        |
| 2006年（平成18年） |                         |                         |                         | 0                       | 1,486,310               | 36,002             | 1,522,312        |
| 2007年（平成19年） |                         |                         |                         | 0                       | 1,495,285               | 39,639             | 1,534,924        |
| 2008年（平成20年） |                         |                         |                         | 0                       | 1,477,716               | 36,575             | 1,514,291        |
| 2009年（平成21年） | 285,928                 | 79,818                  | 962,449                 | 0                       | 1,328,195               | 32,996             | 1,361,191        |
| 2010年（平成22年） |                         |                         |                         | 0                       | 1,303,174               | 31,234             | 1,334,408        |
| 2011年（平成23年） |                         |                         |                         |                         |                         |                    |                  |
| 2012年（平成24年） | 394,471                 | ←←←←                    | 1,008,440               | 0                       | 1,402,911               | 38,592             | 1,441,503        |
| 2013年（平成25年） | 417,431                 | ←←←←                    | 959,211                 | 0                       | 1,376,642               | 40,572             | 1,417,214        |
| 2014年（平成26年） | 451,357                 | ←←←←                    | 998,942                 | 0                       | 1,450,299               | 35,238             | 1,485,537        |
| 2015年（平成27年） | 473,921                 | ←←←←                    | 1,013,725               | 0                       | 1,487,646               | 43,277             | 1,530,923        |
| 2016年（平成28年） | 489,149                 | ←←←←                    | 1,020,424               | 0                       | 1,509,573               | 52,060             | 1,561,633        |
| 2017年（平成29年） | 509,789                 | ←←←←                    | 1,013,041               | 0                       | 1,522,830               | 45,308             | 1,568,138        |
| 2018年（平成30年） | 523,583                 | ←←←←                    | 1,017,255               | 0                       | 1,540,838               | 46,551             | 1,587,389        |
| 2019年（令和元年） | 555,898                 | ←←←←                    | 1,012,905               | 0                       | 1,568,803               | 47,352             | 1,616,155        |
| 2020年（令和2年）  | 487,076                 | ←←←←                    | 684,292                 | 0                       | 1,171,368               | 34,924             | 1,206,292        |

### 戦前の輸送実績
| 年度 | 輸送人員（人） | 貨物量（トン） |
| ---- | -------------- | -------------- |
| 1921 | 821,267        | 10,246         |
| 1923 | 1,370,653      | 29,548         |
| 1924 | 1,598,324      | 37,032         |
| 1925 | 1,958,106      | 34,255         |
| 1927 | 3,736,554      | 28,819         |
| 1929 | 4,669,471      | 24,994         |
| 1931 | 4,584,747      | 6,746          |
| 1933 | 5,115,941      | 15,693         |
| 1935 | 6,636,173      | 10,848         |
| 1937 | 7,508,276      | 10,127         |
| 1939 | 9,585,493      | 5,745          |
| 1941 | 14,766,758     | 861            |

- 鉄道院鉄道統計資料、鉄道省鉄道統計資料、鉄道統計資料各年度版

### 駅別乗降人員上位10駅
| 順位 | 駅名           | 人数   |
| ---- | -------------- | ------ |
| 1    | 新静岡駅       | 18,386 |
| 2    | 草薙駅         | 7,101  |
| 3    | 新清水駅       | 6,100  |
| 4    | 狐ヶ崎駅       | 4,981  |
| 5    | 桜橋駅         | 4,419  |
| 6    | 古庄駅         | 3,348  |
| 7    | 県総合運動場駅 | 3,301  |
| 8    | 柚木駅         | 3,041  |
| 9    | 御門台駅       | 2,860  |
| 10   | 長沼駅         | 2,230  |

- 静岡県統計書 1日平均（2015年度）

## 静岡清水線が登場する作品
- ちびまる子ちゃん - アニメでもごく稀に静岡清水線が登場するものの、作者のさくらももこが小学三年生時代（1974年-1975年頃）の時代設定であり、登場する車両は旧型車両が多く、すでに当時の新型車両1000形が営業運転を開始している時期ではあるが、作中には一度も登場していない。
- ビー・バップ・ハイスクール - 電車車内での乱闘シーンや沿線風景が登場する。
- 雪子さんの足音（2019年の映画）- 電車車内や新静岡駅が登場する。
- ハルチカ〜ハルタとチカは青春する〜 - 列車を待つ描写で新清水駅が登場する。
- 模型戦士ガンプラビルダーズ ビギニングG - 第1部のゲーム内のステージに、長沼工場とその周辺が登場した。